# Eastern Counties Football League
Die Eastern Counties Football League ist eine englische Fußballliga für Vereine aus den Counties Norfolk, Suffolk, dem nördlichen Essex sowie dem östlichen Cambridgeshire.

## Gründung
Die Liga nahm den Spielbetrieb in der Saison 1934/35 mit damals 10 Mannschaften auf, zu denen auch der spätere UEFA-Pokal-Gewinner Ipswich Town zählte. Erste Meister wurden gemeinschaftlich die Mannschaften aus Harwich und Lowestoft, nachdem ein aufgrund von Punktgleichheit zum Saisonende angesetztes Entscheidungsspiel mit 3:3 endete.

## Spielklassenstruktur
Bis zur Saison 1987/88 wuchs die Zahl der am Spielbetrieb teilnehmenden Vereine sukzessive auf bis zu 20 Mannschaften an. Zur Saison 1988/89 wurden in einem deutlichen Expansionsschritt zahlreiche weitere Mannschaften in den Spielbetrieb aufgenommen und der Spielbetrieb daraufhin in die Premier Division sowie die darunter angesiedelte First Division geteilt. Die Premier Division ist derzeit auf der neunten Ebene des National League System angesiedelt. Der Meister der Premier Division steigt derzeit je nach geographischer Lage am Saisonende entweder in die Isthmian League oder die Southern League auf. Die schlechtesten Vereine der zehntklassigen First Division steigen in den Spielbetrieb diverser sub-regionaler Fußballligen ab. 